# Rita McBride

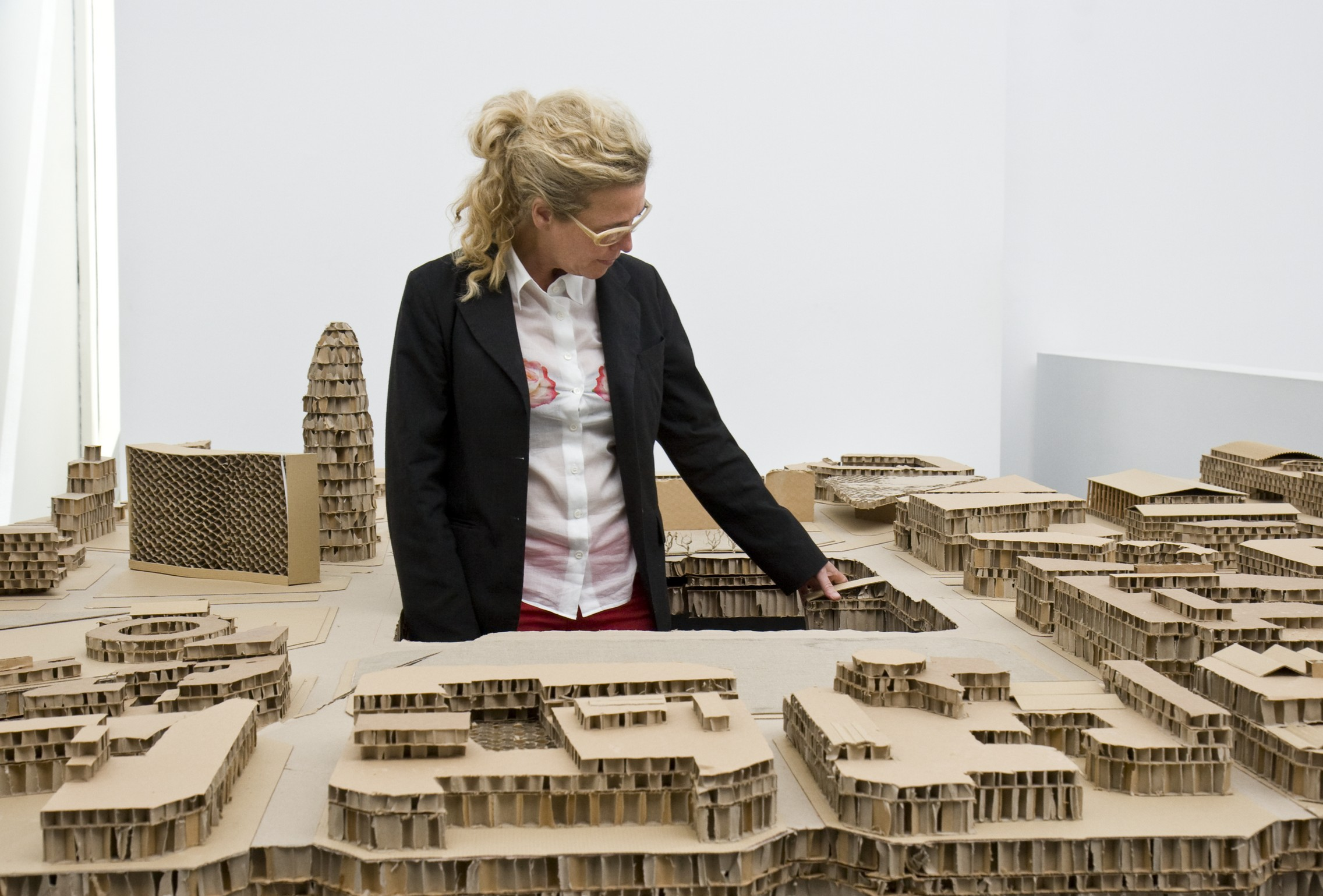
Rita McBride (2012)

Rita McBride (* 1960 in Des Moines, Iowa) ist eine US-amerikanische Bildhauerin und Installationskünstlerin. Mit ihren zumeist raumgreifenden Installationen setzt sie sich mit Architektur, Funktion und Kommunikation auseinander. Ihr vielschichtiges Werk wird seit Ende der 1980er Jahre weltweit in unzähligen Ausstellungen präsentiert. Seit 2003 ist Rita McBride Professorin an der Kunstakademie Düsseldorf, von 2013 bis 2017 war sie Direktorin.

## Leben
Nach ihrem Abschluss mit dem Titel Bachelor of Arts (BA) am Bard College, Annandale-on-Hudson, New York im Jahr 1982 setzte sie ihre künstlerische Ausbildung am California Institute of the Arts bei dem Lehrer John Baldessari fort und beendete ihr dortiges Studium 1987 mit dem Abschluss Master of Fine Arts (MFA). Nach Aufenthalten in New York, Portugal, Madrid, Rom, Paris und Berlin war sie von 1999 bis 2000 Gastprofessorin an der Akademie der Bildenden Künste München und an der École nationale supérieure des beaux-arts de Paris. Seit 2003 ist McBride Professorin für Bildhauerei an der Kunstakademie Düsseldorf. Vom 1. August 2013 bis 30. Juli 2017 war sie dort als Rektorin Nachfolgerin des Bildhauers Tony Cragg.
Sie ist verheiratet mit dem Maler Glen Rubsamen.

## Öffentliche Skulpturen

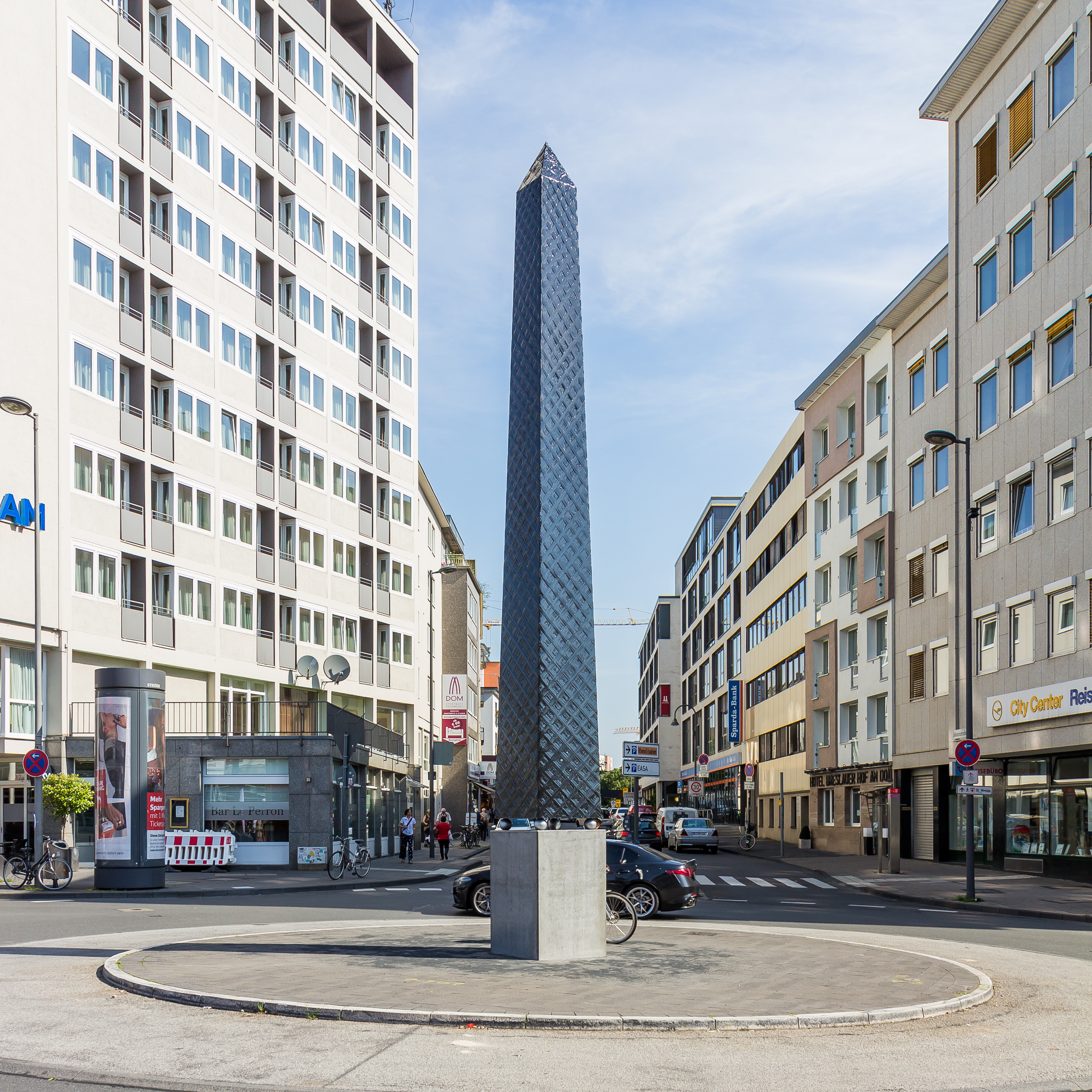
Obelisk of Tutankhamun, Köln
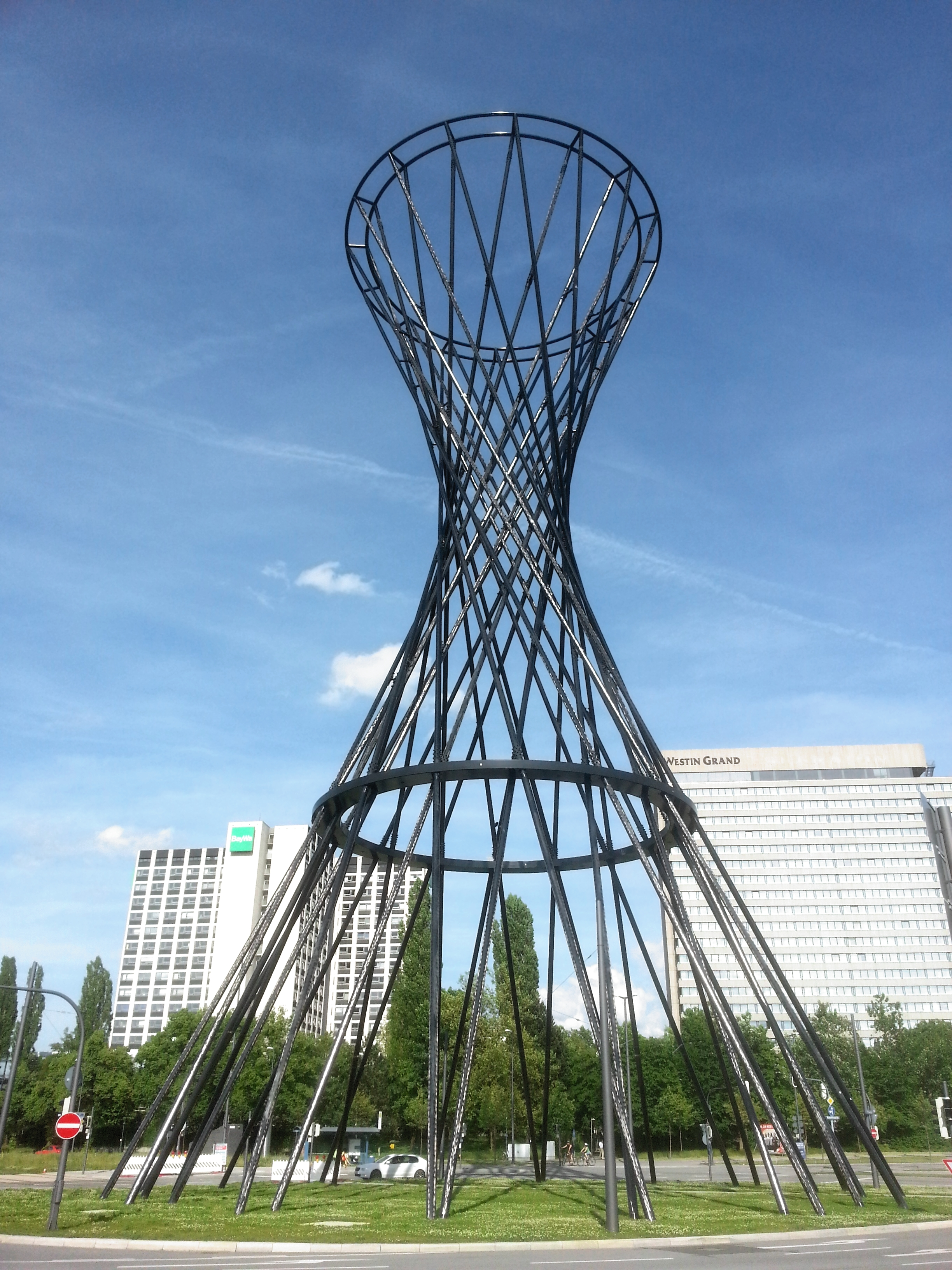
Mae West, München
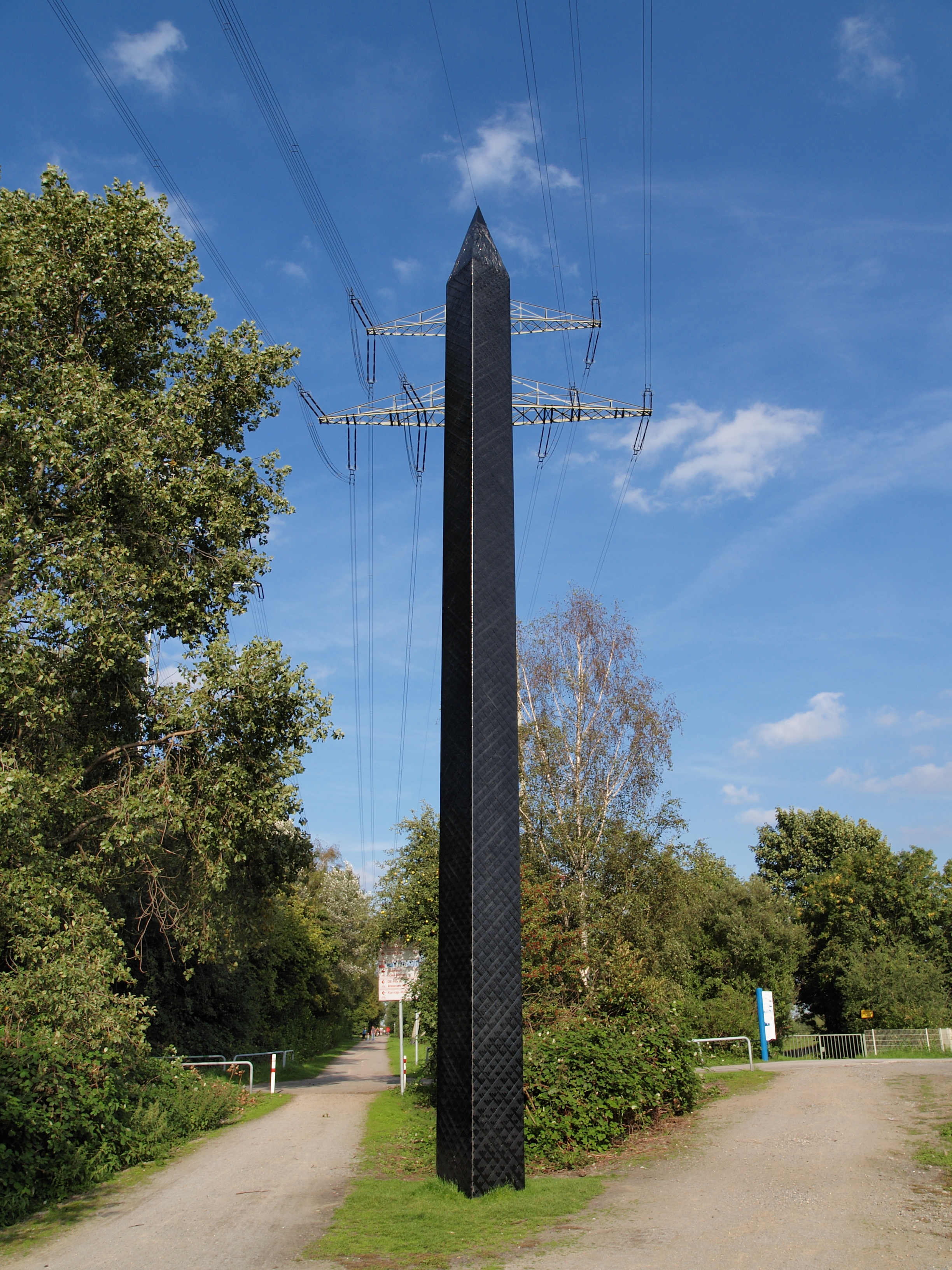
Carbon Obelisk, Emscherufer
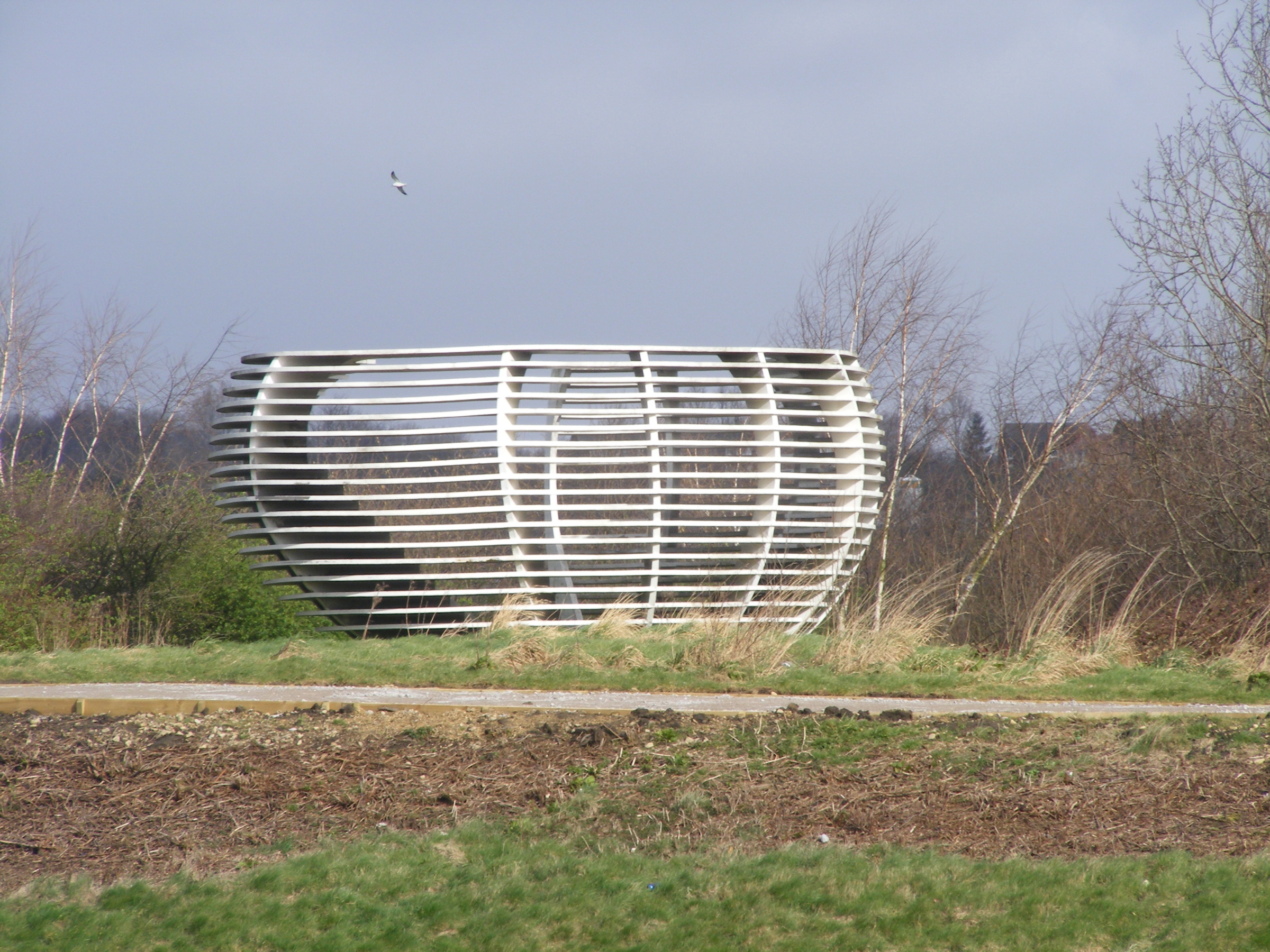
Arena, Salford

- 2002: „Arena“ in Salford
- 2010: Emscherkunst.2010 mit dem Projekt Carbon Obelisk[5]
- 2011: „Mae West“ in München
- 2015: „Donkey’s Way“ in Mönchengladbach[6]
- 2017: „Obelisk of Tutankhamun“ in Köln

## Auszeichnungen
- 1989: Artist in Residence, Carson City
- 1991–1992: American Academy in Rome, Rome Prize Fellowship in Visual Arts, Rom
- 1995: Artist in Residence, Fundacio Pilar i Joan a Mallorca, Palma, Mallorca
- 1999: DAAD-Stipendium in Berlin.[7]
- 2002:
  - Artist in Residence Stipendium der Kulturbehörde Hamburg
  - Guggenheim-Stipendium, WTC Competition Team
- 2012: Sparda-Kunstpreis NRW